# Orthotrichia nigrovillosa
Orthotrichia nigrovillosa är en nattsländeart som beskrevs av Wells och Andersen 1995. Orthotrichia nigrovillosa ingår i släktet Orthotrichia och familjen smånattsländor. Inga underarter finns listade i Catalogue of Life.